# Kobi Moyal
Kobi Moyal (in ebraico קובי מויאל‎?; 12 giugno 1987) è un ex calciatore israeliano, di ruolo centrocampista.

## Carriera

### Club
Ha giocato nella massima serie dei campionati israeliano e moldavo.

### Nazionale
Il 1º giugno 2014 ha esordito con la nazionale israeliana nell'amichevole Honduras-Israele (2-4).

## Palmarès

### Club

#### Competizioni nazionali
- Campionato israeliano: 1

Beitar Gerusalemme: 2006-2007
- Toto Cup: 1

Beitar Gerusalemme: 2009-2010
- Campionato moldavo: 1

Sheriff Tiraspol: 2013-2014
- Supercoppa di Moldavia: 1

Sheriff Tiraspol: 2013
- Coppa d'Israele: 1

Maccabi Haifa: 2015-2016